# Eupithecia madura
Eupithecia madura är en fjärilsart som beskrevs av Paul Dognin 1899. Eupithecia madura ingår i släktet Eupithecia och familjen mätare. Inga underarter finns listade i Catalogue of Life.